# Kent Bazemore
Kenneth Lamonth "Kent" Bazemore, Jr., né le 1er juillet 1989 à Kelford en Caroline du Nord, est un joueur américain de basket-ball. Il mesure 1,93 m, et évolue aux postes d'arrière et d'ailier.

## Carrière en NBA

### Warriors de Golden State (2012-2014)
Intéressant en Summer League avec les Warriors de Golden State dès sa sortie d'université, Bazemore est alors invité au training camp des Warriors pendant l'été 2012. Ses prestations défensives font bonne impression et lui permettent de signer un contrat de deux saisons non garantis avec Golden State.
Bloqué sur le banc des Warriors pour sa saison rookie, Bazemore réalisa quelques aller-retours en D-League où il obtiendra des moyennes de 21,6 points, 7,6 rebonds et 4,4 interceptions par match avec les Warriors de Santa Cruz. Moins flamboyant en NBA, il tourne à 2 points de moyenne en seulement 4.4 minutes par match. Cependant, Bazemore s'impose comme l'un des chouchous du public et connaît une popularité grandissante notamment grâce à sa bonne humeur et son engouement symbolisé par ses nombreuses célébrations durant les matchs. Le jeu vidéo NBA 2K14 fera même appel à lui pour réaliser ses propres captures de mouvements.
Durant l'été suivant, Mark Jackson, le coach de Golden State annonce vouloir repositionner Kent Bazemore au poste de meneur où ses qualités physiques et défensives pourraient être utiles derrière le meneur titulaire Stephen Curry. Bazemore fait alors partie de l'équipe de Summer League 2013 des Warriors qu'il mènera jusqu'au titre, tout en gagnant sa place dans le meilleur cinq du tournoi avec des moyennes de 18,4 points, 4,6 rebonds et 3,1 passes.

### Lakers de Los Angeles (2014)
Pas assez convaincant dans ce nouveau rôle de meneur de jeu, il est envoyé, le 19 février 2014, aux Lakers de Los Angeles en compagnie de MarShon Brooks contre Steve Blake. Dans un effectif décimé par les blessures et chez des Lakers en difficulté, Bazemore s'impose comme un joueur majeur dans la rotation et ses performances s'en ressentent. Bien loin de ses 2,3 points par match compilés pendant ses 44 rencontres avec les Warriors, il affiche des moyennes de 13,1 points à 45,1 % aux tirs avant de se blesser à la cheville à 5 matchs de la fin de la saison.

### Atlanta Hawks (2014-2019)
En juillet 2014, il signe un contrat de deux saisons pour 4 millions de dollars avec les Hawks d'Atlanta. Pour sa première saison sous le maillot des Hawks, les débuts sont difficiles, et Bazemore connait un temps de jeu très irrégulier. Cependant fin janvier, il va profiter de la blessure de Thabo Sefolosha pour s'imposer peu à peu comme un joueur de rotation régulier en sortie de banc et ainsi devenir plus actif au sein de la belle saison des Hawks qui termineront en tête de la conférence Est avec 60 victoires et 22 défaites. Toujours utilisé en playoffs, l'arrière ne pourra cependant pas empêcher son équipe de se faire éliminer en finale de conférence, 4 victoires à 0, par les Cavaliers de Cleveland. Malgré cela, ses prestations individuelles sont salués, notamment par son coach, Mike Budenholzer, admiratif de son énergie.
À l'issue de cette saison, les Hawks enregistre le départ de leur ailier titulaire, DeMarre Carroll, Bazemore est alors promu à ce poste dans le cinq majeur dès le début de la saison 2015-2016. Auteur d'une bonne première partie de saison au sein du collectif des Hawks, il sera même considéré par les médias spécialisés comme un candidat potentiel au trophée de MIP, qui récompense le joueur ayant le plus progressé. Moins régulier en fin de saison, il finit tout de même avec 11,6 points et 5,1 rebonds de moyenne, tandis que les Hawks terminent une nouvelle fois haut placé, à la quatrième place de la Conférence Est. Après une victoire au premier tour contre les Celtics de Boston, les Hawks seront une nouvelle fois éliminés 4 victoires à 0 par les Cavaliers, en demi-finale de conférence cette fois.
Au terme de son contrat, en juillet 2016, Bazemore prolonge avec les Hawks pour quatre saisons et 70 millions de dollars.

### Trail Blazers de Portland (2019-2020)
Le 24 juin 2019, il est annoncé que Kent Bazemore est transféré aux Trail Blazers de Portland en échange d'Evan Turner.

### Kings de Sacramento (2020)
Le 18 janvier 2020, il est échangé aux Kings de Sacramento.

### Warriors de Golden State (2020-2021)
Le 22 novembre 2020, il fait son retour du côté de San Francisco par l'intermédiaire d'un contrat d'une saison.

### Lakers de Los Angeles (2021-2022)
En août 2021, il signe un an aux Lakers de Los Angeles.
Pour la saison 2022-2023, il participe au camp d'entraînement des Kings de Sacramento mais n'est pas conservé dans l'effectif pour la saison régulière.

## Statistiques

### Universitaires
| Saison    | Équipe       | Matchs | Titul. | Min./m | % Tir | % 3pts | % LF | Rbds/m. | Pass/m. | Int/m. | Ctr/m. | Pts/m. |
| --------- | ------------ | ------ | ------ | ------ | ----- | ------ | ---- | ------- | ------- | ------ | ------ | ------ |
| 2008-2009 | Old Dominion | 35     | 9      | 16,3   | 43,3  | 26,5   | 42,9 | 3,06    | 1,51    | 0,94   | 0,23   | 4,51   |
| 2009-2010 | Old Dominion | 36     | 29     | 26,7   | 48,6  | 30,0   | 48,6 | 4,17    | 3,36    | 1,81   | 0,47   | 8,42   |
| 2010-2011 | Old Dominion | 34     | 32     | 30,7   | 48,1  | 40,8   | 66,2 | 5,06    | 2,85    | 2,24   | 0,88   | 12,26  |
| 2011-2012 | Old Dominion | 35     | 32     | 31,5   | 40,7  | 32,1   | 63,2 | 6,09    | 3,06    | 2,09   | 0,34   | 15,37  |
| Total     | Total        | 140    | 102    | 26,3   | 44,7  | 33,4   | 58,1 | 4,59    | 2,70    | 1,76   | 0,48   | 10,11  |

### Professionnelles

#### Saison régulière
Statistiques en saison régulière de Kent Bazemore
| Saison  | Équipe       | Matchs | Titul. | Min./m | % Tir | % 3pts | % LF | Rbds/m. | Pass/m. | Int/m. | Ctr/m. | Pts/m. |
| ------- | ------------ | ------ | ------ | ------ | ----- | ------ | ---- | ------- | ------- | ------ | ------ | ------ |
| 2012–13 | Golden State | 61     | 0      | 4,4    | 37,1  | 29,4   | 61,4 | 0,36    | 0,36    | 0,28   | 0,07   | 2,02   |
| 2013–14 | Golden State | 44     | 0      | 6,1    | 37,1  | 25,6   | 52,8 | 0,91    | 0,45    | 0,27   | 0,14   | 2,30   |
| 2013–14 | L.A. Lakers  | 23     | 15     | 28,0   | 45,1  | 37,1   | 64,4 | 3,35    | 3,09    | 1,35   | 0,30   | 13,13  |
| 2014–15 | Atlanta      | 75     | 10     | 17,6   | 42,6  | 36,4   | 60,0 | 2,96    | 1,04    | 0,69   | 0,44   | 5,20   |
| 2015–16 | Atlanta      | 75     | 68     | 27,8   | 44,1  | 35,7   | 81,5 | 5,05    | 2,28    | 1,31   | 0,51   | 11,63  |
| 2016–17 | Atlanta      | 73     | 64     | 26,9   | 40,9  | 34,6   | 70,8 | 3,16    | 2,42    | 1,25   | 0,71   | 10,97  |
| 2017–18 | Atlanta      | 65     | 65     | 27,5   | 42,0  | 39,4   | 79,6 | 3,82    | 3,51    | 1,54   | 0,69   | 12,86  |
| 2018–19 | Atlanta      | 67     | 35     | 24,5   | 40,2  | 32,0   | 72,6 | 3,90    | 3,27    | 1,33   | 0,63   | 11,63  |
| 2019–20 | Portland     | 43     | 21     | 25,8   | 34,7  | 32,7   | 80,6 | 4,00    | 1,42    | 1,05   | 0,72   | 7,91   |
| 2019–20 | Sacramento   | 25     | 0      | 23,1   | 41,8  | 38,4   | 73,3 | 4,88    | 1,28    | 1,16   | 0,36   | 10,28  |
| 2020–21 | Golden State | 67     | 18     | 19,9   | 44,9  | 40,8   | 69,2 | 3,40    | 1,60    | 1,00   | 0,50   | 7,20   |
| Total   | Total        | 618    | 296    | 21,0   | 41,6  | 35,6   | 72,4 | 3,20    | 1,80    | 1,00   | 0,50   | 8,50   |

#### Playoffs
| Saison | Équipe       | Matchs | Titul. | Min./m | % Tir | % 3pts | % LF | Rbds/m. | Pass/m. | Int/m. | Ctr/m. | Pts/m. |
| ------ | ------------ | ------ | ------ | ------ | ----- | ------ | ---- | ------- | ------- | ------ | ------ | ------ |
| 2013   | Golden State | 9      | 0      | 1,8    | 12,5  | 0,0    | 0,0  | 0,56    | 0,22    | 0,11   | 0,00   | 0,22   |
| 2015   | Atlanta      | 16     | 2      | 18,9   | 42,3  | 21,4   | 67,7 | 3,31    | 0,81    | 0,69   | 0,56   | 5,44   |
| 2016   | Atlanta      | 10     | 10     | 32,5   | 36,4  | 25,8   | 68,2 | 6,60    | 1,90    | 1,40   | 0,60   | 11,90  |
| 2017   | Atlanta      | 6      | 0      | 25,1   | 39,6  | 29,2   | 71,4 | 3,83    | 3,33    | 0,67   | 0,83   | 9,83   |
| Total  | Total        | 41     | 12     | 19,4   | 37,9  | 25,4   | 64,8 | 3,59    | 1,32    | 0,76   | 0,49   | 6,51   |

Dernière mise à jour effectuée le 26 septembre 2021.

## Palmarès

### En NCAA
- First Team All-CAA (2012)
- Second Team All-CAA (2011)
- 2x CAA Defensive Player Of The Year (2011, 2012)
- 3x CAA All-Defensive Team (2010, 2011, 2012)
- Lefty Driesell Award (2011) (Récompenses le meilleur défenseur de NCAA)

### En NBA
- All-NBA Summer League Team 2013-2014

## Records sur une rencontre en NBA
Les records personnels de Kent Bazemore en NBA sont les suivants, :
| Type de statistique        | Saison régulière | Saison régulière          | Saison régulière | Playoffs | Playoffs                 | Playoffs      |
| Type de statistique        | Record           | Adversaire                | Date             | Record   | Adversaire               | Date          |
| -------------------------- | ---------------- | ------------------------- | ---------------- | -------- | ------------------------ | ------------- |
| Points                     | 32               | 2 fois                    | 2 fois           | 23       | Celtics de Boston        | 16 avril 2016 |
| Paniers marqués            | 14               | Pacers de l'Indiana       | 26 décembre 2018 | 8        | @ Celtics de Boston      | 22 avril 2016 |
| Paniers tentés             | 25               | Pacers de l'Indiana       | 26 décembre 2018 | 19       | @ Celtics de Boston      | 22 avril 2016 |
| Paniers à 3 points réussis | 6                | @ Cavaliers de Cleveland  | 12 décembre 2017 | 4        | Celtics de Boston        | 26 avril 2016 |
| Paniers à 3 points tentés  | 11               | Mavericks de Dallas       | 24 octobre 2018  | 10       | @ Cavaliers de Cleveland | 2 mai 2016    |
| Lancers francs réussis     | 10               | Bucks de Milwaukee        | 29 octobre 2017  | 8        | Celtics de Boston        | 16 avril 2016 |
| Lancers francs tentés      | 10               | 6 fois                    | 6 fois           | 10       | Celtics de Boston        | 16 avril 2016 |
| Rebonds offensifs          | 6                | @ Magic d'Orlando         | 7 février 2016   | 4        | @ Cavaliers de Cleveland | 2 mai 2016    |
| Rebonds défensifs          | 12               | Magic d'Orlando           | 8 février 2016   | 9        | Celtics de Boston        | 19 avril 2016 |
| Rebonds totaux             | 13               | Magic d'Orlando           | 8 février 2016   | 12       | @ Cavaliers de Cleveland | 2 mai 2016    |
| Passes décisives           | 8                | 3 fois                    | 3 fois           | 7        | Wizards de Washington    | 24 avril 2017 |
| Interceptions              | 6                | 2 fois                    | 2 fois           | 3        | 3 fois                   | 3 fois        |
| Contres                    | 4                | Timberwolves du Minnesota | 21 décembre 2016 | 2        | 5 fois                   | 5 fois        |
| Balles perdues             | 5                | 22 fois                   | 22 fois          | 7        | Wizards de Washington    | 28 avril 2017 |
| Minutes jouées             | 50               | Knicks de New York        | 29 janvier 2017  | 43       | @ Cavaliers de Cleveland | 24 mai 2015   |

- Double-double : 4 (dont 1 en playoffs)
- Triple-double : 0

Dernière mise à jour : 17 juillet 2022

## Salaires
| Année       | Équipe                                        | Salaire      |
| ----------- | --------------------------------------------- | ------------ |
| 2012-2013   | Warriors de Golden State                      | 473 604 $    |
| 2013-2014   | Warriors de Golden State                      | 788 872 $    |
| 2014-2015*  | Hawks d'Atlanta                               | 2 000 000 $  |
| 2015-2016   | Hawks d'Atlanta                               | 2 000 000 $  |
| 2016-2017   | Hawks d'Atlanta                               | 15 730 338 $ |
| 2017-2018   | Hawks d'Atlanta                               | 16 910 113 $ |
| 2018-2019   | Hawks d'Atlanta                               | 18 089 887 $ |
| 2019-2020   | Trail Blazers de Portland Kings de Sacramento | 19 269 662 $ |
| Total Gains | Total Gains                                   | 75 262 476 $ |

Note : * Pour la saison 2014-2015, le salaire moyen d'un joueur évoluant en NBA est de 4 500 000 $.